# Возбуждение (электротехника)

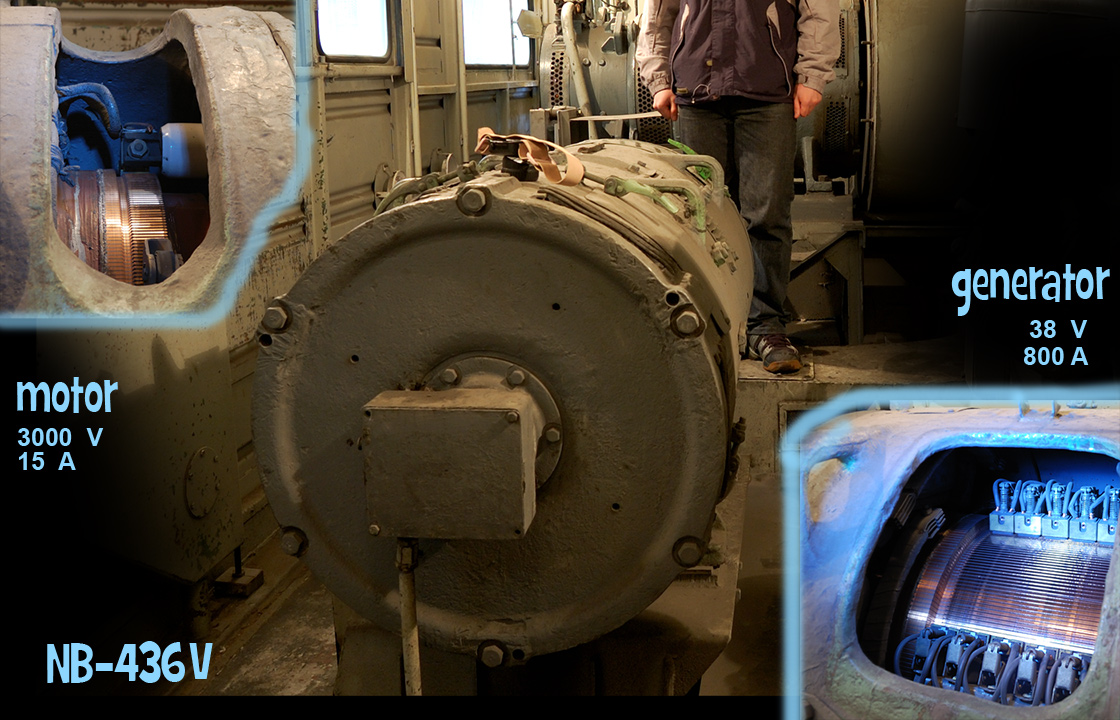
Электромашинный преобразователь электровоза ВЛ10 — агрегат для независимого возбуждения двигателей, работающих в режиме генераторов при электроторможении

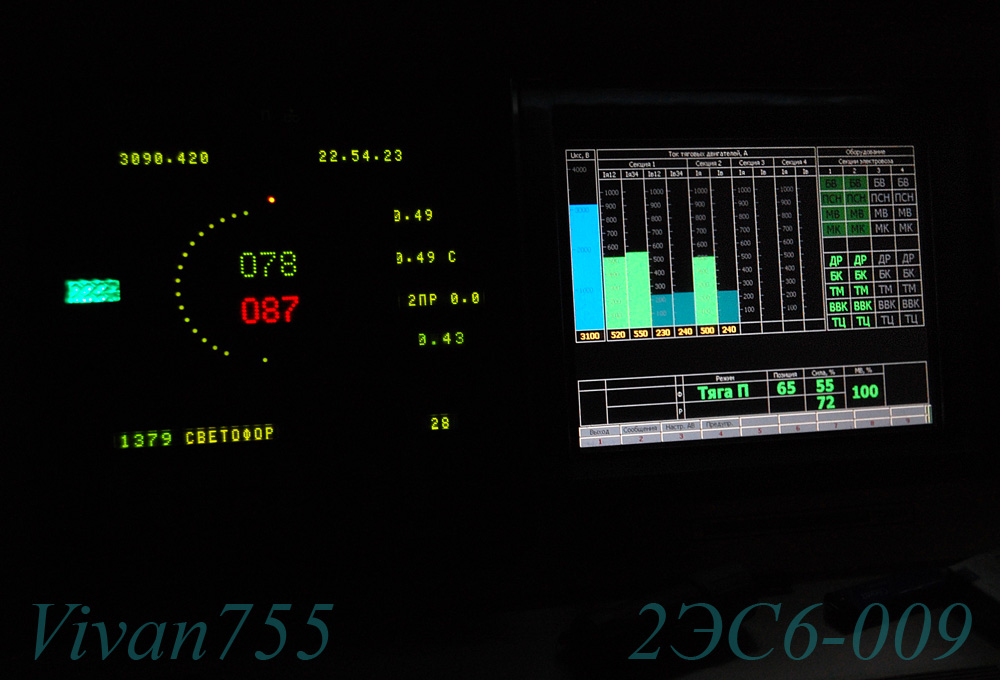
Параметры двигателей электровоза 2ЭС6 при езде на независимом возбуждении: зелёные столбцы — токи якорей, синие — токи возбуждения

Возбуждение — в электротехнике: создание в электрической машине магнитного потока, с которым будет взаимодействовать магнитное поле якоря. 
Устройство для создания потока возбуждения называется индуктором, им могут служить как постоянные магниты, так и электромагниты (обмотки). Индуктор может располагаться как на статоре машины (в машине постоянного тока, МПТ), так и на роторе (в синхронной машине), в этом случае якорем служит статор и переменный ток в нём создаётся внешним источником, тогда как в МПТ эту роль выполняет коллектор. От потока возбуждения генератора зависит его ЭДС, то есть выходное напряжение (согласно формуле E = CФω — конструктивный коэффициент машины умножить на магнитный поток умножить на угловую скорость вращения), от потока возбуждения двигателя — вращающий момент и частота вращения.
В случае электромагнитного возбуждения возможны разные варианты включения обмоток возбуждения (ОВ). В случае, если машина работает как генератор, ОВ может питаться как от самого генератора (самовозбуждение), в этом случае первоначальное возбуждение может происходить как за счёт кратковременной запитки ОВ от постороннего источника, так и за счёт остаточной намагниченности машины, а может всё время питаться от постороннего источника (независимое возбуждение). Роль этого источника может играть специальная электромашина, которая носит название возбудитель, или статический преобразователь с таким же названием. Такая схема в настоящее время широко распространена в электропередачах тепловозов.
Также возможно комбинированное возбуждение, применяемое в некоторых авиационных электрогенераторах — основной поток создаётся постоянными магнитами, но для регулирования потока на статоре дополнительно намотаны обмотки, магнитный поток которых направлен против потока постоянных магнитов. В этом случае при запуске на якорь действует полный магнитный поток, который по мере роста оборотов генератора ослабляется при помощи подачи тока в обмотки — для стабилизации напряжения на выходе генератора.
В двигателях также возможно как возбуждение от постоянных магнитов, так и электромагнитное. Первый вариант применяется в небольших коллекторных двигателях (к примеру, двигателях игрушек или двигателе насоса стеклоомывателя автомобиля), а также в синхронных двигателях компьютерных дисководов. При электромагнитном возбуждении возможно включение ОВ последовательно с якорем (в основном применяется в коллекторных двигателях, для такой схемы характерна мягкая характеристика двигателя — плавное нарастание момента при возрастании нагрузки на валу), параллельно (в этом случае х-ка жёсткая — при увеличении нагрузки резко возрастают якорный ток и с ним момент двигателя), а также независимое возбуждение — питание ОВ от постороннего источника. Существуют и двигатели смешанного возбуждения — как с несколькими обмотками индуктора, так и со сложным включением единственной обмотки. Например, двигатели электровозов 2ЭС4К и поздних ВЛ10К могут работать в режиме последовательного, независимого или смешанного возбуждения — в третьем случае ОВ включены последовательно с якорями, но параллельно подпитываются от преобразователей возбуждения.